# Masdevallia amanda
Masdevallia amanda es una especie de orquídea epífita  o litófita originaria del noroeste de Venezuela a Ecuador.

## Descripción
Es una orquídea de pequeño tamaño que prefiere el clima  frío, es de hábitos epífitas  con un tallo cespitoso a muy corto, con discretas hojas oblongo elípticas, la base atenuada y pecioladas, coriáceas, de hojas verde claro con un ápice retuso.  Florece en una inflorescencia erecta de 12 a 16 cm de largo, con 3 a 4 flores, formando racimos que se mantienen por encima de las hojas y produciendo flores acampanadas con brácteas florales que son del mismo tamaño que el ovario. La floración se produce en cualquier momento, pero sobre todo en el invierno y la primavera. Esta especie puede ser distinguida de otras por  la inflorescencia en racimos, los sépalos cortos, el sépalo dorsal muy arqueado y los pétalos en forma de quilla que son tridentados y serrulados.

## Distribución y hábitat
Se encuentra en el Ecuador en las paredes rocosas  y las ramas de los árboles en los bosques de niebla fría, en alturas de 1800 a 3000 m s. n. m.

## Etimología
Su nombre significa la  Masdevallia encanto. 

## Sinonimia
- Masdevallia calopterocarpa Rchb.f. 1886
- Masdevallia gustavii Rchb.f. 1875
- Masdevallia oligantha Schltr. 1920
- Masdevallia remotiflora Kraenzl. 1921
- Spilotantha amanda (Rchb.f. & Warsz.) Luer 2006[1]